# ASTRAL
Pour les articles homonymes, voir Astral.
Azienda Strade Lazio S.p.A., plus connue sous l'acronyme ASTRAL, est une entreprise publique italienne placée sous la direction et la coordination de la région du Latium, qui en est l'unique actionnaire. Au nom de l'autorité régionale, elle gère l'ensemble du réseau routier régional sous concession et est responsable de la conception, de la construction et de la supervision des nouvelles infrastructures routières et ferroviaires. Elle gère également le service régional d'infomobilité et est responsable de la conception des réseaux de transports publics locaux ainsi que de l'attribution et du contrôle des services routiers des transports publics de passagers à brève distance.

## Histoire
La société a été créée par la loi régionale no 12 du 20 mai 2002 pour gérer les centaines de kilomètres de routes régionales du Latium en reprenant les tâches assignées par l'État à l'autorité régionale. Le capital social de la société nouvellement créée a été initialement fixé à 200 000 euros divisés en 400 actions de 500 euros chacune, puis augmenté lors de l'approbation des statuts en 2019 à 5 500 000 euros divisés en 11 000 actions et plus tard à 10 000 000 euros divisés en 22 000 actions.
En 2012, la gestion de la société fait l'objet d'une enquête de la Cour des comptes, qui a signalé une forte augmentation des pertes, s'élevant à 6 054 670 euros dans les états financiers de 2011 (soit une augmentation de 984 % par rapport à 2010). En raison des lourdes dettes contractées entre 2010 et 2012, l'entreprise risquait la faillite.
En 2019, la société vend 684 kilomètres de routes régionales reclassées à l'ANAS. La même année, la région du Latium adopte une résolution visant à confier à ASTRAL la gestion de l'infrastructure des chemins de fer Roma-Lido et Roma-Civita Castellana-Viterbo, succédant ainsi à la société municipale ATAC. Après plusieurs prolongations et une période de juxtaposition, ASTRAL a définitivement succédé à ATAC pour le seul rôle de gestionnaire de l'infrastructure des deux lignes le 1er juillet 2022.